# Аліша Корріґан
Аліша Корріган (англ. Alysha Corrigan) — канадська регбістка, олімпійська медалістка, призерка Панамериканських ігор. 
Срібну олімпійську медаль Корріган виборола на Паризькій олімпіаді 2024 року
в складі збірної Канади з регбі-7.